# Рената Сарасуа
Рената Сарасуа Рукштуль (ісп. Renata Zarazúa Ruckstuhl; американська іспанська: [reˈnata saɾaˈsu.a]; нар. 30 вересня 1997 р.) — мексиканська тенісистка.
22 лютого 2021 року Сарасуа досягла свого найкращого рейтингу №141 у світі в одиночному розряді, а 8 жовтня 2018 року вона досягла 135-го місця в парному рейтингу. Рената дебютувала в одиночному розряді на турнірі WTA на Кубку Бразилії 2016 року, де через основну серію вийшла в кваліфікацію. У світовому тенісному турі ITF серед жінок вона виграла два титули в одиночному розряді та 15 титулів у парному розряді. У турнірі WTA її найбільшим результатом на сьогоднішній день було досягнення півфіналу Відкритого чемпіонату Мексики 2020 року, де вона перемогла колишню № 3 Слоун Стівенс у першому турі. У 2020 році вона пройшла кваліфікацію до основного розіграшу Відкритого чемпіонату Франції — її дебюту на Великому шлемі. Вона була першою мексиканською тенісисткою, яка грала в головному розіграші чемпіонату Великого шлема з 2000 року.
Виступаючи за Mexico Fed Cup team Сарасуа має перемогу-програш 11–10.

## Раннє життя
Сарасуа народилася 30 вересня 1997 року в сім'ї Хосе Луїса та Алехандри в Мехіко. У неї також є старший брат на ім'я Патрісіо, який був колишнім тенісистом коледжу атлантичного університету Палм Біч. Її прадід Вісенте Сарасуа, мексиканський тенісист, брав участь у 16 поєдинках Кубка Девіса з Мексикою і претендував на золоті медалі у виставкових парних змаганнях на Олімпійських іграх 1968 року в Мехіко. Під час інтерв'ю на Відкритому чемпіонаті Франції 2020 року, Сарасуа заявила, що Сімона Халеп є гравцем, яким вона найбільше захоплюється.

## Тенісна кар'єра
У лютому 2018 року на Відкритому чемпіонаті Мексики вона перемогла Крістіну Плішкову, щоб вийти у 1/8 фіналу.
Наприкінці лютого 2020 року Сарасуа отримала вайлд-кард для гри на Відкритому чемпіонаті Мексики в Акапулько, де вона дійшла до свого першого півфіналу WTA в одиночному розряді. У першому раунді вона засмутила топ-тенісистку Слоун Стівенс. У вересні вона пройшла кваліфікацію до основного розіграшу Відкритого чемпіонату Франції — першого виступу на турнірі Великого шлема. Сарасуа стала першою мексиканкою в головному розіграші Великого шлема за останні 20 років. У другому турі вона програла № 3 Еліні Світоліній.

## Графіки виконання
(W) виграла; (F) фіналістка; (SF) півфіналістка; (QF) чвертьфіналістка; (#R) раунди 4, 3, 2, 1; (RR) круговий етап; (Q #) кваліфікаційний раунд; (P #) попередній раунд; (A) відсутній; (P) відкладено; (Z #) зональна група Davis / Fed Cup (із зазначенням номера) або плей-офф (PO); (G) золота, (F-S) срібна або (SF-B) бронзова олімпійська медаль; турнір Masters Series / 1000 із зниженим рейтингом (NMS); (NH) не проводиться. SR = коефіцієнт страйку (перемоги / змагання)
Щоб уникнути плутанини та подвійного підрахунку, ці таблиці оновлюються в кінці турніру або після закінчення участі гравця.

### Одиночний розряд
З тенісом на літніх Олімпійських іграх 2020 року.
| Турнір                        | 2016 | 2017 | 2018 | 2019 | 2020 | 2021 | SR                    | W–L                   | % Перемог             |
| ----------------------------- | ---- | ---- | ---- | ---- | ---- | ---- | --------------------- | --------------------- | --------------------- |
| Турніри Великого шолома       |      |      |      |      |      |      |                       |                       |                       |
| Відкритий чемпіонат Австралії | A    | A    | A    | A    | A    | Q2   | 0/0                   | 0–0                   |                       |
| Відкритий чемпіонат Франції   | A    | A    | Q1   | A    | 2R   | Q1   | 0/1                   | 1–1                   | 50 %                  |
| Вімблдон                      | A    | A    | Q1   | A    | NH   | Q1   | 0/0                   | 0–0                   |                       |
| Відкритий чемпіонат США       | A    | A    | Q1   | A    | A    |      | 0/0                   | 0–0                   |                       |
| Виграш — програш              | 0–0  | 0–0  | 0–0  | 0–0  | 1–1  | 0–0  | 0/1                   | 1–1                   | 50 %                  |
| WTA 1000                      |      |      |      |      |      |      |                       |                       |                       |
| Відкритий Маямі               | A    | A    | A    | A    | NH   | 2R   | 0/1                   | 1–1                   | 50 %                  |
| Статистика кар'єри            |      |      |      |      |      |      |                       |                       |                       |
| Турніри                       | 1    | 2    | 3    | 3    | 2    | 5    | Загальний успіх: 16   | Загальний успіх: 16   | Загальний успіх: 16   |
| Загальний виграш-програш      | 0–1  | 0–2  | 2–3  | 1–3  | 4–2  | 2–6  | 0/17                  | 9–17                  | 35 %                  |
| Виграш %                      | 0 %  | 0 %  | 40 % | 25 % | 67 % | 25 % | Загальний успіх: 35 % | Загальний успіх: 35 % | Загальний успіх: 35 % |
| Рейтинг на кінець року        | 291  | 248  | 258  | 280  | 142  |      | 366 307 доларів       | 366 307 доларів       | 366 307 доларів       |

## Фінал ITF Circuit
| Легенда                     |
| --------------------------- |
| Турніри $100 000            |
| Турніри $80 000             |
| Турніри $ 50 000 / $ 60 000 |
| Турніри $ 25 000            |
| Турніри $ 10 000            |

### Одиночний розряд: 8 (2 перемоги, 6 поразок)
| Результат | Виграш–Програш | Дата             | Турнір                       | Рівень | Поверхня | Суперниця              | Рахунок          |
| --------- | -------------- | ---------------- | ---------------------------- | ------ | -------- | ---------------------- | ---------------- |
| Поразка   | 0–1            | Жовтень 2013 р.  | ITF Кінтана Ру, Мексика      | 10,000 | Хард     | Денісе Муресан         | 4–6, 1–6         |
| Поразка   | 0–2            | Жовтень 2013 р.  | ITF Кінтана Ру, Мексика      | 10,000 | Хард     | Ешлі Вейнхольд         | 3–6, 6–4, 5–7    |
| Перемога  | 1–2            | Квітень 2016 р.  | ITF Леон, Мексика            | 10,000 | Хард     | Ана Софія Санчес       | 2–6, 6–3, 6–2    |
| Перемога  | 2–2            | Травень 2016 р.  | Ла-Бісбал-д'Ампурда, Іспанія | 10,000 | Глина    | Ірен Бурійо Ескоріуела | 6–7(3), 6–1, 6–4 |
| Поразка   | 2–3            | Липень 2017 р.   | ITF Гечо, Іспанія            | 25,000 | Глина    | Міхаела Бузернеску     | 2–6, 2–6         |
| Поразка   | 2–4            | Липень 2017 р.   | ITF Турин, Італія            | 25,000 | Глина    | Дебора К'єза           | 3–6, 6–2, 5–7    |
| Поразка   | 2–5            | Жовтень 2017 р.  | ITF Пула, Італія             | 25,000 | Глина    | Полона Герцог          | 4–6, 1–6         |
| Поразка   | 2–6            | Вересень 2020 р. | ITF Прага, Чехія             | 25,000 | Глина    | Яна Чепелова           | 4–6, 6–7(4)      |

### Парний розряд: 24 (15 перемог, 9 поразок)
| Результат | Виграш–Програш | Дата             | Турнір                             | Рівень | Поверхня | Партнерка                | Суперниці                               | Рахунок             |
| --------- | -------------- | ---------------- | ---------------------------------- | ------ | -------- | ------------------------ | --------------------------------------- | ------------------- |
| Перемога  | 1–0            | Грудень 2014 р.  | ITF Меріда, Мексика                | 25,000 | Хард     | Татьяна Марія            | Джан Абаза Сюй Цзеюй                    | 7–6(1), 6–1         |
| Перемога  | 2–0            | Грудень 2014 р.  | ITF Меріда, Мексика                | 25,000 | Хард     | Татьяна Марія            | Андреа Гаміз Валерія Савіних            | 6–4, 6–1            |
| Поразка   | 2–1            | Квітень 2015 р.  | ITF Ґвадалахара, Мексика           | 15,000 | Хард     | Марія Фернанда Альвес    | Марсела Сакаріас Лаура Пігоссі          | 1–6, 2–6            |
| Перемога  | 3–1            | Червень 2015 р.  | ITF Charlotte, США                 | 10,000 | Глина    | Марія Фернанда Альвес    | Лорен Геррінг Еллен Перес               | 6–4, 6–7(6), [10–8] |
| Перемога  | 4–1            | Червень 2015 р.  | ITF Мансанільйо, Мексика           | 10,000 | Хард     | Зої Гвен Скандаліс       | Барбара Гатіка Стефані Петіт            | 6–1, 6–2            |
| Перемога  | 5–1            | Жовтень 2015 р.  | ITF Rock Hill, США                 | 25,000 | Хард     | Ема Бургич Бучко         | Еліца Костова Флоренсія Молінеро        | 7–5, 6–2            |
| Перемога  | 6–1            | Грудень 2015 р.  | ITF Сантьяго, Чилі                 | 25,000 | Глина    | Вікторія Родрігез        | Флоренсія Молінеро Лаура Пігоссі        | 6–2, 5–7, [10–7]    |
| Перемога  | 7–1            | Квітень 2016 р.  | ITF León, Мексика                  | 10,000 | Хард     | Шанель Сіммондс          | Сабастіані Леон Назарі Урбіна           | 6–0, 6–2            |
| Поразка   | 7–2            | Травень 2016 р.  | ITF Нейплз, США                    | 25,000 | Глина    | Софі Чанг                | Габріела Че Юстина Єгйолка              | 1–6, 2–6            |
| Перемога  | 8–2            | Травень 2016 р.  | ITF Мадрид, Іспанія                | 10,000 | Глина    | Марсела Сакаріас         | Андреа Рахолт Ясміна Тініч              | 6–4, 6–4            |
| Поразка   | 8–3            | Вересень 2016 р. | ITF Лаббок, США                    | 25,000 | Хард     | Ема Бургич Бучко         | Еміна Бектас Кетрін Харрісон            | 3–6, 4–6            |
| Поразка   | 8–4            | Листопад 2016 р. | Waco Showdown, США                 | 50,000 | Хард     | Міхаела Бузернеску       | Міхаелла Крайчек Тейлор Таунсенд        | w/o                 |
| Перемога  | 9–4            | Січень 2017 р.   | ITF Wesley Chapel, США             | 25,000 | Глина    | Шанель Сімондс           | Елізабет Гелбауер Софія Кенін           | 6–2, 7–6(5)         |
| Поразка   | 9–5            | Квітень 2017 р.  | ITF Indian Harbour Beach, США      | 80,000 | Глина    | Лаура Пігоссі            | Крісті Ан Квінн Глісон                  | 3–6, 2–6            |
| Поразка   | 9–6            | Травень 2017 р.  | Ла-Бісбал-д'Ампурда, Іспанія       | 25,000 | Глина    | Жаклін Крістіан          | Олеся Первушина Валерія Страхова        | 5–7, 2–6            |
| Перемога  | 10–6           | Червень 2017 р.  | ITF Істад, Швеція                  | 25,000 | Глина    | Валентина Івахненко      | Квірін Лемуан Ева Ваканно               | 6–3, 3–6, [10–5]    |
| Перемога  | 11–6           | Жовтень 2017 р.  | ITF Севілья, Іспанія               | 25,000 | Глина    | Луїза Стефані            | Естрелле Кабеза Кандела Андреа Гаміз    | 7–6(2), 7–6(3)      |
| Перемога  | 12–6           | Листопад 2017 р. | ITF Сант Кугат, Іспанія            | 25,000 | Глина    | Луїса Стефані            | Ольга Данилович Гіомар М. З. де Реалес  | 6–1, 6–4            |
| Перемога  | 13–6           | Липень 2018 р.   | Tiro a Volo Internazionale, Італія | 60,000 | Глина    | Лаура Пігоссі            | Анастасія Гримальська Джорджія Маркетті | 6–1, 4–6, [13–11]   |
| Перемога  | 14–6           | Липень 2018 р.   | Ashland Classic, США               | 60,000 | Хард     | Йована Якшич             | Саназ Маранд Вітні Озугве               | 6–3, 5–7, [10–4]    |
| Поразка   | 14–7           | Вересень 2018 р. | Open de Valencia, Іспанія          | 60,000 | Глина    | Валентіні Грамматікопулу | Ірина Хромачова Ніна Стоянович          | 1–6, 4–6            |
| Поразка   | 14–8           | Листопад 2018 р. | ITF Сан-Кугат-дал-Бальєс, Іспанія  | 25,000 | Глина    | Андрея Рошка             | Міріам Булгару Ніколетта Даскалу        | 1–6, 6–4, [7–10]    |
| Перемога  | 15–8           | Жовтень 2019 р.  | ITF Кукута, Колумбія               | 25,000 | Глина    | Кароліна Мелігені Алвес  | Еміліана Аранго Вікторія Босіо          | 6–1, ret.           |
| Поразка   | 15–9           | Листопад 2019 р. | ITF Орландо, США                   | 25,000 | Глина    | Кароліна Мелігені Алвес  | Кетрін Фахі Стефані Вагнер              | 4–6, 6–2, [10–7]    |